# Emirates Towers Hotel
Emirates Towers Hotel este un hotel de 5 stele și cu 56 de etaje, situat în Dubai, care mai include și 40 de apartamente de lux.
Având o înălțime structurală de 305 m, hotelul se situează pe locul 24 în clasamentul celor mai înalte clădiri din lume, fiind unul dintre cel mai înalte hoteluri din lume.